# Prave foke
Prave foke (lat. Phocidae) su najveća od tri porodice foka odnosno perajara (Pinnipedia). Najveći broj vrsta ove porodice živi u Arktičkom i Antarktičkom okeanu. Dobro su zastupljene i u umerenim širinama, dok u tropima živi samo mali broj vrsta.

## Obeležja

### Veličina i težina
Ovoj porodici pripadaju kako najveće, tako i najmanje vrste foka. Prosečno su nešto manje od pripadnika porodica ušatih foka (Otariidae) i morževa (Odobenidae). Najmanje su bajkalske foke (poznate i pod imenom sibirske foke) i prstenaste foke duge između 110 i 140 cm, a teške nešto više od 50 kg. Rekordnu veličinu dosežu mužjaci južnog morskog slona koji mogu biti dugi 6,5 metara, i teški 3,5 tona.
Za razliku od ušatih, kod pravih foka mužjaci i ženke su podjednako veliki, ili su ženke tek nešto manje od mužjaka. Jedini su izuzetak morski slonovi i foke mehuraši kod kojih su mužjaci značajno veći od ženki.

### Krzno
Prave foke imaju prilično skromno krzno. Dok ušate foke neprekidno obnavljaju svoje krzno, prave foke jednom godišnje odbacuju sve dlake i zamenjuju ih. Tada krvni sudovi snabdevaju kožu gde rastu nove dlake, što dovodi do gubitka toplote. Zbog toga u tom razdoblju prave foke provode više vremena na kopnu, a u vodu odlaze puno ređe nego inače. Zbog zamene krzna, s novim krznom kod nekih vrsta dolazi i do promene boje. Novo krzno deluje snažno i sjajno, ali u sledećim mesecima značajno izbledi.
Morski slonovi zajedno s krznom odbacuju i gornji sloj kože, koja se u to vreme odvaja u velikim komadima.

### Peraje
Kao što je opisano u poglavlju o kretanju, prednji udovi pravih foka su u odnosu na iste kod ušatih foka značajno manji. Svaki prst se obično završava snažnom kandžom. Kod nekih antarktičkih vrsta kandže su zakržljale. Tim kandžama prave foke mogu da se snažno prihvataju za podlogu, ali i da kopaju rupe i čitave „pećine” u snegu.
Na stražnjim udovima vanjski prst je uvek najduži. Oni se često završavaju kandžama, ali uglavnom nemaju nikakvu funkciju. Brojne vrste koje žive na južnoj hemisferi na stražnjim udovima uopšte nemaju kandže.

### Kostur i mišići
Najveća koncentracija mišića kod pravih foka je u području bokova, a ne kao kod ušatih foka u ramenom delu. Najsnažnije su im razvijeni leđni i vratni mišići.
Čini se, kao da prave foke uopšte nemaju vrat, kao da im je glava vezana direktno uz telo. Međutim, kao i gotovo svi sisari, i one imaju 7 vratnih pršljenova. Područje vrata je premreženo snažnim mišićima. Dok plivaju, glava je obično usmerena prema dole, ali može strelovitom brzinom da bude ispružena pri hvatanju lovine.

### Kretanje
Prave foke se od druge velike porodice foka razlikuju pre svega pokretanjem stražnjim udovima. Ušate foke, isto kao pingvini, plivaju pomoću snažnih zamaha prednjim udovima, puno manji i slabiji prednji udovi pravih foka su priljubljeni pri plivanju uz telo. Stražnji udovi širenjem prstiju dobijaju veliku površinu. Plivaju služeći se stražnjim udovima.
Ovo obeležje je bolji vid prilagođavanja akvatičkom životu, nego što je to slučaj kod ušatih foka. To s druge strane znači da se teže kreću na kopnu gde izgledaju vrlo nespretno i bespomoćno. Kako njihova prednja peraja više ne mogu da podržavaju telo, a stražnja ne mogu da se povuku ispod tela, prave foke se na suvom kreću pužući telom. Pri tome savijaju leđa i privlače stražnji deo, a onda guraju prednji deo tela prema napred. Ovaj način kretanja je vrlo mukotrpan, pa zato često pokušavaju da se kreću bočno, kotrljanjem. Lakše se kreću po ledu i snegu, jer glatka površina pruža telu manji otpor i kretanje iziskuje manji napor.
Često se ranije zbog tog prilagođavanja za ušate foke smatralo da su „primitivnija”, a prave foke „naprednija” grupa, bolje prilagođena za život u vodi. Savremena sistematika izbegava takve podele, pogotovu jer su fosilni nalazi obe grupe jednako stari.

## Način života
Prave foke se po pravilu ne okupljaju u velike kolonije kao što to rade ušate foke. Morski slonovi su razvili vrlo sličan obrazac ponašanja s borbom mužjaka za dominaciju nad „haremom” ženki.
Većina pravih foka hrani se ribama i drugim morskim životinjama, ali postoje i vrste koje su se razvile u prave specijaliste. Tako su se rakojedne foke (Lobodon carcinophagus) načinom života, ali pre svega građom zubala specijalizovale za hranjenje antarktičkim krilom kao temeljnom hranom. Morski leopard (leopardska foka) je pravi grabežljivac koji lovi pre svega pingvine, ali i druge, manje vrste foka i pored orki i morskih pasa najuspješniji je grabežljivac na Antarktiku.

## Taksonomija i evolucija

### Evolucija
Najranija poznata fosilna bezuva foka je Noriphoca gaudini iz kasnog oligocena ili najranijeg miocena (Akvitanije) Italije. Drugi rani fosilni focidi datiraju iz sredine miocena, pre 15 miliona godina u severnom Atlantiku. Do nedavno, mnogi istraživači su verovali da su focidi evoluirali odvojeno od otarida i odobenida; i da su evoluirali od životinja sličnih vidri, kao što je Potamotherium, koji je naseljavao evropska slatkovodna jezera. Nedavni dokazi snažno upućuju na monofiletsko poreklo svih peronožaca od jednog pretka, verovatno Enaliarctos, koji je u najbližem srodstvu sa kunama i medvedima.
Prethodno se verovalo da su morske medvedice i morski slonovi prvi put ušli u Pacifik kroz otvoreni moreuz između Severne i Južne Amerike, dok su prave foke na Antarktiku ili koristile istu rutu ili su putovale niz zapadnu obalu Afrike. Sada se smatra da su morske medvedice, morski slonovi i antarktičke foke evoluirale na južnoj hemisferi, i da su se verovatno raširile na svoje trenutne distribucije sa južnijih geografskih širina.

### Taksonomija
Tokom 1980-ih i 1990-ih, morfološka filogenetska analiza fokida dovela je do novih zaključaka o međusobnoj povezanosti različitih rodova. Novije molekularne filogenetske analize su potvrdile monofiliju dve fokidne potfamilije (Phocinae and Monachinae). Monachinae (poznate kao „južne“ foke), sastoje se od tri plemena: Lobodontini, Miroungini, i Monachini. Četiri antarktička roda Hydrurga, Leptonychotes, Lobodon, i Ommatophoca su deo plemena Lobodontini. Pleme Miroungini je sastavljeno od moreskih slonova. Morske medvedice (Monachus i Neomonachus) su deo plemena Monachini. Isto tako, potporodica Phocinae („severne“ foke) takođe uključuje tri plemena; Erignathini (Erignathus), Cystophorini (Cystophora), i Phocini (svi ostali foiini). U skorije vreme, pet vrsta je odvojeno od Phoca, formirajući tri dodatna roda.
Alternativno, tri monahinska plemena su istražena u pogledu srodničkog statusa, pri čemu je utvrđeno da su koji su morski slonovi i antarktičke foke bliže povezani sa fokinima.

## Klasifikacija
Prave foke su nedvosmisleno monofiletske. Fosilno su poznate od srednjeg miocena. Od tada se područje koje nastanjuju značano proširilo.
Prave foke se često svrstavaju u više potporodica. Jedna od uobičajenih metoda je razdvajanje foka prema područjima na kojima obitavaju, pa se tako one koje žive na severnoj hemisferi klasifikuju u grupu pod imenom Phocinae, a foke s južne hemisfere u grupu Monachinae. Pri tom ove zadnje obeležavaju kraće srednje kosti prednjih peraja, i zakržljale kandže na stražnjim.
Porodica se deli na sledeće rodove odnosno vrste:
- Rod

- Foka mehurača (Cystophora cristata)

- Rod

- Bradata foka

- Rod

- Siva foka

- Rod

- Prugasta foka

- Rod

- Morski leopard (Hydrurga leptonyx)

- Rod

- Vedelova foka

- Rod

- Foka rakojed (Lobodon carcinophagus)

- Rod

- Severni morski slon
- Južni morski slon

- Rod

- Sredozemna medvedica
- Havajska medvedica
- Karipska medvedica† (Monachus tropicalis)

- Rod

- Rosova foka

- Rod

- Grenlandska foka

- Rod

- Pegava foka
- Obična foka

- Rod

- Kaspijska foka
- Prstenasta foka
- Bajkalska foka

## Literatura
- Ronald M. Nowak: Walker's Mammals of the World.
- McKenna, Malcolm C.; Bell, Susan K. (1997). Classification of Mammals Above the Species Level. New York: Columbia University Press. ISBN 978-0-231-11012-9. Приступљено 16. 3. 2015.
- Nigel Bonner: Seals and Sea Lions of the World. Facts on File. 1994.  978-0-8160-2955-6.
- Olaf R.P. Bininda-Emonds & A.P. Russell: A morphological perspective on the phylogenetic relationships of the extant phocid seals (Mammalia: Carnivora: Phocidae). Objavljeno u: Bonner zoologische Monographien 1996, Volume 41, S. 1-256
- Berta, A., and L. Sumich (1999). Marine Mammals: Evolutionary Biology. San Diego: Academic Press..
- Gentry, R. L (1998). Behavior and Ecology of the Northern Fur Seal. Princeton: Princeton University Press.
- Perrin, W. F., B. Würsig, and J. G. M. Thewissen Encyclopedia of Marine Mammals. San Diego: Academic Press. 2002..
- Riedman, M (1990). The Pinnipeds: Seals, Sea Lions and Walruses. Berkeley: University of California Press.
- Berta, Annalisa; Churchill, Morgan; Boessenecker, Robert W. (2018-05-30). „The Origin and Evolutionary Biology of Pinnipeds: Seals, Sea Lions, and Walruses”. Annual Review of Earth and Planetary Sciences. Annual Reviews. 46 (1): 203—228. Bibcode:2018AREPS..46..203B. ISSN 0084-6597. S2CID 135439365. doi:10.1146/annurev-earth-082517-010009.

## Spoljašnje veze
- „Popis vrsta pravih foka”. Архивирано из оригинала 06. 03. 2016. г.